# Jean Philippe
Jean Philippe, all'anagrafe Jean Philippe Gargantiel (27 novembre 1930 – 9 gennaio 2022), è stato un cantante francese.
Ha rappresentato la Francia all'Eurovision Song Contest 1959 e la Svizzera all'Eurovision Song Contest 1962. È stato il primo artista a rappresentare due nazioni diverse nella competizione canora europea.